# Metselbijen
Metselbijen (Osmia) zijn een geslacht van vliesvleugeligen uit de  familie van de behangersbijen (Megachilidae). De wetenschappelijke naam Osmia werd in 1806 gepubliceerd  door Georg Wolfgang Franz Panzer.
Er zijn ongeveer 350 soorten; van een aantal soorten is de status niet geheel duidelijk. Metselbijen danken hun naam aan de gewoonte om hun eitjes in gaten in muren in te metselen. In Nederland en België leven ongeveer 20 soorten. Hier komt de rosse metselbij het meest voor.

## Soorten
- Osmia adae Bingham, 1897
- Osmia aeruginosa Warncke, 1988
- Osmia agilis Morawitz, 1875
- Osmia alaiensis van der Zanden, 1994
- Osmia albiventris Cresson, 1864
- Osmia albolateralis Cockerell, 1906
- Osmia alfkenii Ducke, 1899
- Osmia aliciae Ayala & Griswold, 2005
- Osmia alpestris Rust & Bohart, 1986
- Osmia alticola Benoist, 1922
- Osmia amathusica Mavromoustakis, 1937
- Osmia anceps Pérez, 1895
- Osmia andrenoides Spinola, 1808
- Osmia angustipes Cockerell, 1933
- Osmia apicata Smith, 1853
- Osmia aquila Warncke, 1988
- Osmia argyropyga Pérez, 1879
- Osmia ariadne Peters, 1978
- Osmia ashmeadii (Titus, 1904)
- Osmia atriventris Cresson, 1864
- Osmia atroalba Morawitz, 1875
- Osmia atrocyanea Cockerell, 1897
- Osmia atrorufa Friese, 1913
- Osmia aurulenta (Panzer, 1799) – Gouden slakkenhuisbij
- Osmia ausica Cockerell, 1944
- Osmia austromaritima Michener, 1936
- Osmia avedata Warncke, 1992
- Osmia avosetta Warncke, 1988
- Osmia azteca Cresson, 1878
- Osmia bakeri Sandhouse, 1924
- Osmia balearica Schmiedeknecht, 1885
- Osmia bella Cresson, 1878
- Osmia bicolor (Schrank, 1781) – Tweekleurige slakkenhuisbij
- Osmia bicornis Linnaeus, 1758 – Rosse metselbij
- Osmia bischoffi Atanassov, 1938
- Osmia botitena Cockerell, 1909
- Osmia breviata Warncke, 1988
- Osmia brevicornis (Fabricius, 1798)
- Osmia brevipes van der Zanden, 1994
- Osmia brevis Cresson, 1864
- Osmia bruneri Cockerell, 1897
- Osmia bucephala Cresson, 1864
- Osmia caerulescens (Linnaeus, 1758) – Blauwe metselbij
- Osmia cahuilla Cooper, 1993
- Osmia calcarata White, 1952
- Osmia californica Cresson, 1864
- Osmia calla Cockerell, 1897
- Osmia capicola Friese, 1906
- Osmia cara Cockerell, 1910
- Osmia carinoclypearis Wu, 1985
- Osmia caulicola Cockerell, 1934
- Osmia cephalotes Morawitz, 1870
- Osmia cerasi Cockerell, 1897
- Osmia cerinthidis Morawitz, 1876
- Osmia chalybea Smith, 1853
- Osmia chinensis Morawitz, 1890
- Osmia chrysaetos Warncke, 1988
- Osmia chrysolepta Haeseler, 2005
- Osmia cinctella Dours, 1873
- Osmia cinerea Warncke, 1988
- Osmia cinnabarina Pérez, 1895
- Osmia claremontensis Michener, 1936
- Osmia clarescens Cockerell, 1911
- Osmia clypearis Morawitz, 1871
- Osmia cobaltina Cresson, 1878
- Osmia cockerelli Sandhouse, 1939
- Osmia collinsiae Robertson, 1905
- Osmia coloradensis Cresson, 1878
- Osmia concavoclypearis Wu, 1985
- Osmia conjuncta Cresson, 1864
- Osmia cordata Robertson, 1902
- Osmia corniculata (van der Zanden, 1989)
- Osmia cornifrons (Radoszkowski, 1887)
- Osmia cornuta (Latreille, 1805) – Gehoornde metselbij
- Osmia crassa Rust & Bohart, 1986
- Osmia croceiventris Radoszkowski, 1882
- Osmia cyanella Cockerell, 1897
- Osmia cyaneonitens Cockerell, 1906
- Osmia cyanescens Morawitz, 1875
- Osmia cyanopoda Cockerell, 1916
- Osmia cyanoxantha Pérez, 1879
- Osmia cyrenaica Peters, 1978
- Osmia dakotensis Michener, 1937
- Osmia damascena Pérez, 1911
- Osmia decorata Morawitz, 1886
- Osmia densa Cresson, 1864
- Osmia derasa
- Osmia difficilis Morawitz, 1875
- Osmia dilaticornis Morawitz, 1875
- Osmia dimidiata Morawitz, 1870
- Osmia diomedia Warncke, 1988
- Osmia disjuncta Tkalcu, 1995
- Osmia distincta Cresson, 1864
- Osmia dives Mocsáry, 1877
- Osmia dlabolae Tkalcu, 1978
- Osmia dolerosa Sandhouse, 1939
- Osmia dusmeti van der Zanden, 1998
- Osmia ednae Cockerell, 1907
- Osmia emarginata Lepeletier, 1841
- Osmia enixa Sandhouse, 1924
- Osmia ephippiata Smith, 1879
- Osmia erythrogastra Ferton, 1905
- Osmia excavata Alfken, 1903
- Osmia exigua Cresson, 1878
- Osmia fasciata Latreille, 1811
- Osmia fedtschenkoi Morawitz, 1875
- Osmia felti Cockerell, 1911
- Osmia ferruginea Latreille, 1811
- Osmia fervida Smith, 1853
- Osmia flavipes Friese, 1909
- Osmia forticornis van der Zanden, 1989
- Osmia foxi Cameron, 1901
- Osmia francisconis White, 1952
- Osmia frieseana Ducke, 1899
- Osmia frunseensis Warncke, 1992
- Osmia gabrielis Cockerell, 1910
- Osmia gallarum Spinola, 1808
- Osmia gaudiosa Cockerell, 1907
- Osmia gemmea Pérez, 1896
- Osmia georgica Cresson, 1878
- Osmia giffardi Sandhouse, 1939
- Osmia giliarum Cockerell, 1906
- Osmia glareola Warncke, 1988
- Osmia glauca (Fowler, 1899)
- Osmia gracilicornis Pérez, 1895
- Osmia granulosa Cockerell, 1911
- Osmia grindeliae Cockerell, 1910
- Osmia grinnelli Cockerell, 1910
- Osmia gulmargensis Nurse, 1903
- Osmia gutturalis Warncke, 1988
- Osmia haemorrhoa Morawitz, 1886
- Osmia heliaca Warncke, 1988
- Osmia helicicola Robinaeau, 1836
- Osmia hellados van der Zanden, 1984
- Osmia hemera Sandhouse, 1939
- Osmia hendersoni Cockerell, 1907
- Osmia hermona Warncke, 1992
- Osmia hesperos Sandhouse, 1939
- Osmia heteracantha Pérez, 1896
- Osmia hurdi White, 1952
- Osmia hyperborea Tkalcu, 1983
- Osmia iberica van der Zanden, 1987
- Osmia illinoensis Robertson, 1897
- Osmia imitatrix (Tkalcu, 1992)
- Osmia indeprensa Sandhouse, 1939
- Osmia indigotea Morawitz, 1875
- Osmia inermis (Zetterstedt, 1838)
- Osmia inspergens Lovell & Cockerell, 1907
- Osmia integra Cresson, 1878
- Osmia interrupta Latreille, 1811
- Osmia inurbana Cresson, 1878
- Osmia iridis Cockerell & Titus, 1902
- Osmia ishikawai Hirashima, 1973
- Osmia jacoti Cockerell, 1929
- Osmia jason Benoist, 1929
- Osmia jilinensis Wu, 2004
- Osmia juxta Cresson, 1864
- Osmia karooensis Brauns, 1926
- Osmia kashmirensis Nurse, 1903
- Osmia kenoyeri Cockerell, 1915
- Osmia kincaidii Cockerell, 1897
- Osmia kirgisiana van der Zanden, 1994
- Osmia kohli Ducke, 1899
- Osmia labialis Pérez, 1879
- Osmia lacus Sandhouse, 1939
- Osmia laeta Sandhouse, 1924
- Osmia lanei Sandhouse, 1939
- Osmia laticauda Stanek, 1969
- Osmia laticella van der Zanden, 1986
- Osmia latisulcata Michener, 1936
- Osmia latreillei (Spinola, 1806)
- Osmia lazulina Benoist, 1928
- Osmia leaiana (Kirby, 1802) –  Kauwende metselbij
- Osmia lhotelleriei Pérez, 1887
- Osmia lignaria Say, 1837
- Osmia liogastra Cockerell, 1933
- Osmia livida Tkalcu, 1978
- Osmia lobata Friese, 1899
- Osmia longicornis Morawitz, 1875
- Osmia longula Cresson, 1864
- Osmia lunata Benoist, 1929
- Osmia lupinicola Cockerell, 1937
- Osmia madeirensis van der Zanden, 1991
- Osmia malina Cockerell, 1909
- Osmia maracandica Morawitz, 1894
- Osmia marginata Michener, 1936
- Osmia marginipennis Cresson, 1878
- Osmia maritima Friese, 1885 – Waddenmetselbij
- Osmia maxillaris Morawitz, 1875
- Osmia mediana Engel, 2006
- Osmia mediorufa Cockerell, 1932
- Osmia melanocephala Morawitz, 1875
- Osmia melanogaster Spinola, 1808
- Osmia melanopleura Cockerell, 1916
- Osmia melanota Morawitz, 1888
- Osmia melanura Morawitz, 1872
- Osmia mertensiae Cockerell, 1907
- Osmia michiganensis Mitchell, 1962
- Osmia microdonta Cockerell, 1931
- Osmia microgramma Dours, 1873
- Osmia milenae Tkalcu, 1992
- Osmia mirhiji Mavromoustakis, 1957
- Osmia mixta Michener, 1936
- Osmia mongolica Morawitz, 1880
- Osmia montana Cresson, 1864
- Osmia moreensis van der Zanden, 1984
- Osmia morongana Cockerell, 1937
- Osmia mustelina Gerstäcker, 1869
- Osmia mutensis Peters, 1978
- Osmia namaquaensis Friese, 1913
- Osmia nana Morawitz, 1873
- Osmia nanula Cockerell, 1897
- Osmia nasoproducta Ferton, 1909
- Osmia nasuta Friese, 1899
- Osmia natalensis Cockerell, 1920
- Osmia nemoris Sandhouse, 1924
- Osmia neocyanopoda Rust & Bohart, 1986
- Osmia nifoata Cockerell, 1909
- Osmia nigricollis Warncke, 1992
- Osmia nigrifrons Cresson, 1878
- Osmia nigritula Friese, 1902
- Osmia nigriventris (Zetterstedt, 1838)
- Osmia nigrobarbata Cockerell, 1916
- Osmia nigrohirta Friese, 1899
- Osmia nigroscopula (Wu, 1982)
- Osmia niveata (Fabricius, 1804) – Zwartbronzen houtmetselbij
- Osmia niveibarbis Pérez, 1902
- Osmia niveocincta Pérez, 1879
- Osmia notata (Fabricius, 1804)
- Osmia novaescotiae Cockerell, 1912
- Osmia nuda Friese, 1899
- Osmia obliqua White, 1952
- Osmia ocularis Warncke, 1988
- Osmia odontogaster Cockerell, 1897
- Osmia ogilviae Cockerell, 1932
- Osmia onocrotala Warncke, 1988
- Osmia opima Romankova, 1985
- Osmia oramara Warncke, 1992
- Osmia orientalis Benoist, 1929
- Osmia ornatula Cockerell, 1932
- Osmia pachyceps Friese, 1922
- Osmia pagosa Sandhouse, 1939
- Osmia palmae Tkalcu, 2001
- Osmia palmyrae van der Zanden, 1998
- Osmia pamirensis Gussakovsky, 1930
- Osmia paradisica Sandhouse, 1924
- Osmia parietina Curtis, 1828 –  Boommetselbij
- Osmia pedicornis Cockerell, 1919
- Osmia pennata Warncke, 1988
- Osmia pentstemonis Cockerell, 1906
- Osmia peregrina Warncke, 1988
- Osmia phenax Cockerell, 1897
- Osmia physariae Cockerell, 1907
- Osmia pieli Cockerell, 1931
- Osmia pikei Cockerell, 1907
- Osmia pilicornis Smith, 1846
- Osmia piliventris Friese, 1913
- Osmia pingreeana Michener, 1937
- Osmia polkruga Warncke, 1992
- Osmia potentillae Michener, 1936
- Osmia pratincola Warncke, 1988
- Osmia proxima Cresson, 1864
- Osmia prunorum Cockerell, 1897
- Osmia pulsatillae Cockerell, 1907
- Osmia pumila Cresson, 1864
- Osmia punica Pérez, 1896
- Osmia purpurata Ducke, 1899
- Osmia pusilla Cresson, 1864
- Osmia quadricornuta Wu, 2004
- Osmia quadridentata (Dumeril, 1860)
- Osmia ramona Warncke, 1992
- Osmia raritatis Michener, 1957
- Osmia rawlinsi Sandhouse, 1939
- Osmia recta Pérez, 1902
- Osmia reginae Cockerell, 1932
- Osmia regulina Cockerell, 1911
- Osmia relicta (Popov, 1954)
- Osmia rhodoensis (van der Zanden, 1983)
- Osmia rhodognatha Cockerell, 1932
- Osmia ribifloris Cockerell, 1900
- Osmia rostrata Sandhouse, 1924
- Osmia rufigastra Lepeletier, 1841
- Osmia rufina Cockerell, 1931
- Osmia rufinoides Wu, 2004
- Osmia rufohirta Latreille, 1811
- Osmia rufotibialis Friese, 1920
- Osmia rutila Erichson, 1835
- Osmia sanctaerosae Cockerell, 1910
- Osmia sandhouseae Mitchell, 1927
- Osmia sanrafaelae Parker, 1985
- Osmia satoi Yasumatsu & Hirashima, 1950
- Osmia saxatilis Warncke, 1988
- Osmia saxicola Ducke, 1899
- Osmia sculleni Sandhouse, 1939
- Osmia scutispina Gribodo, 1894
- Osmia sedula Sandhouse, 1924
- Osmia sequoiae Michener, 1936
- Osmia sexsignata Benoist, 1950
- Osmia shaanxiensis Wu, 2004
- Osmia signata Erichson, 1835
- Osmia simillima Smith, 1853
- Osmia simplex Morawitz, 1875
- Osmia sladeni Sandhouse, 1925
- Osmia sogdiana Morawitz, 1875
- Osmia solitaria Sandhouse, 1924
- Osmia sparsipuncta Alfken, 1914
- Osmia sponsa Nurse, 1904
- Osmia stangei Genaro, 2001
- Osmia steinmanni Müller, 2002
- Osmia subaustralis Cockerell, 1900
- Osmia subcornuta Morawitz, 1875
- Osmia subfasciata Cresson, 1872
- Osmia submicans Morawitz, 1870
- Osmia subtersa Cockerell, 1930
- Osmia svenssoni Tkalcu, 1983
- Osmia sybarita Smith, 1853
- Osmia tadjika Warncke, 1992
- Osmia tanneri Sandhouse, 1939
- Osmia tarsata Provancher, 1888
- Osmia taurus Smith, 1873
- Osmia tawildara Warncke, 1992
- Osmia tergestensis Ducke, 1897
- Osmia tersula Cockerell, 1912
- Osmia teunisseni van der Zanden, 1981
- Osmia texana Cresson, 1872
- Osmia thoracica Radoszkowski, 1874
- Osmia thysanisca Michener, 1957
- Osmia tingitana Benoist, 1969
- Osmia titusi Cockerell, 1905
- Osmia tokopahensis Michener, 1936
- Osmia torquata Warncke, 1988
- Osmia trevoris Cockerell, 1897
- Osmia tricornis Latreille, 1811
- Osmia tricuspidata Dours, 1873
- Osmia trifoliama Sandhouse, 1939
- Osmia tristella Cockerell, 1897
- Osmia tunensis (Fabricius, 1787)
- Osmia turneri Cockerell, 1937
- Osmia unca Michener, 1937
- Osmia uncicornis Pérez, 1895
- Osmia uncinata Gerstäcker, 1869 – Bosmetselbij
- Osmia universitatis Cockerell, 1907
- Osmia vandykei Sandhouse, 1924
- Osmia versicolor Latreille, 1811
- Osmia virga Sandhouse, 1939
- Osmia viridana Morawitz, 1874
- Osmia watsoni Cockerell, 1911
- Osmia xanthomelana (Kirby, 1802) – Grote metselbij
- Osmia yanbianensis Wu, 2004
- Osmia zarzisa Warncke, 1992
- Osmia zephyros Sandhouse, 1939